# Оліїв

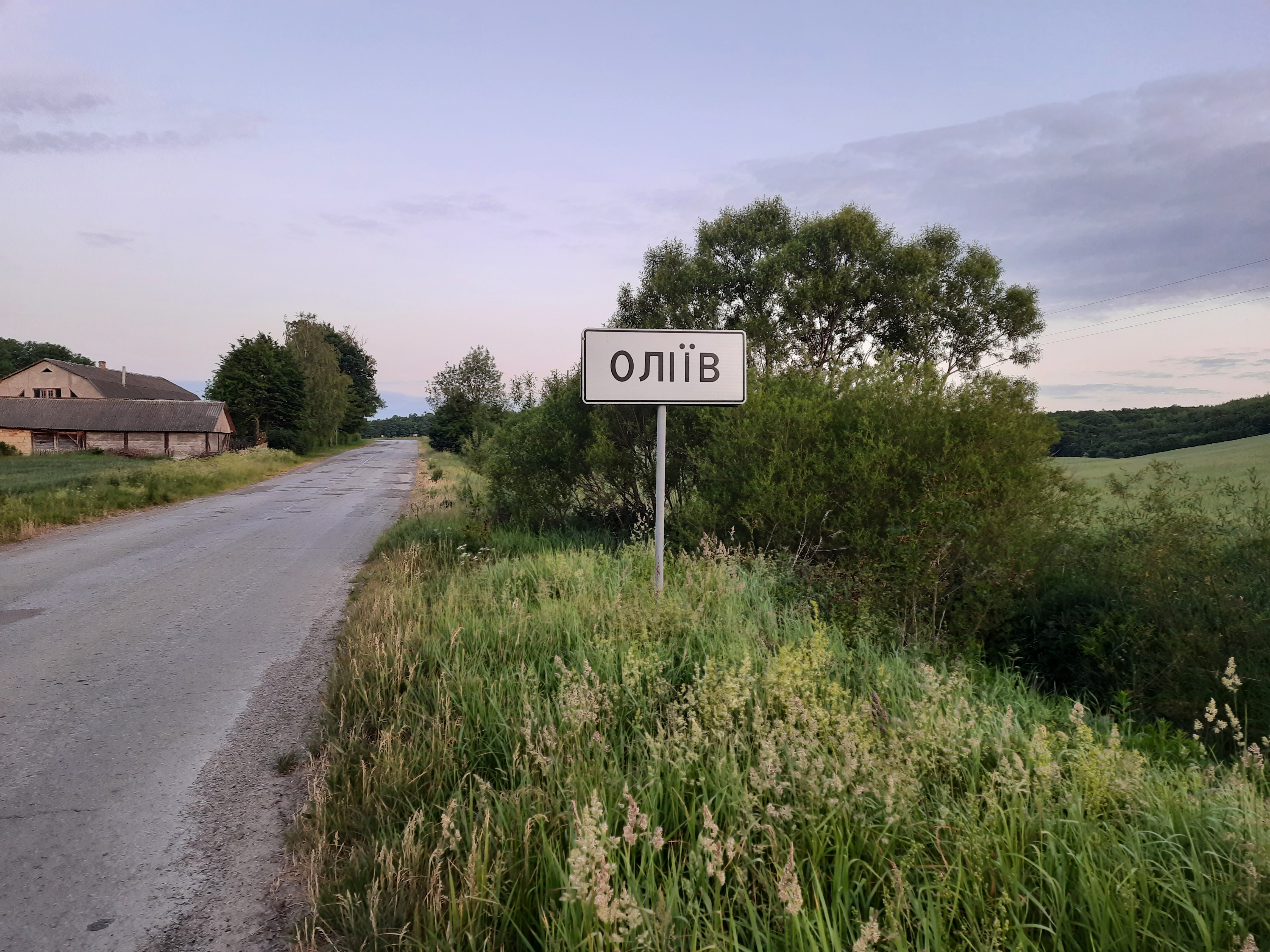
Дорожній знак при в'їзді в село

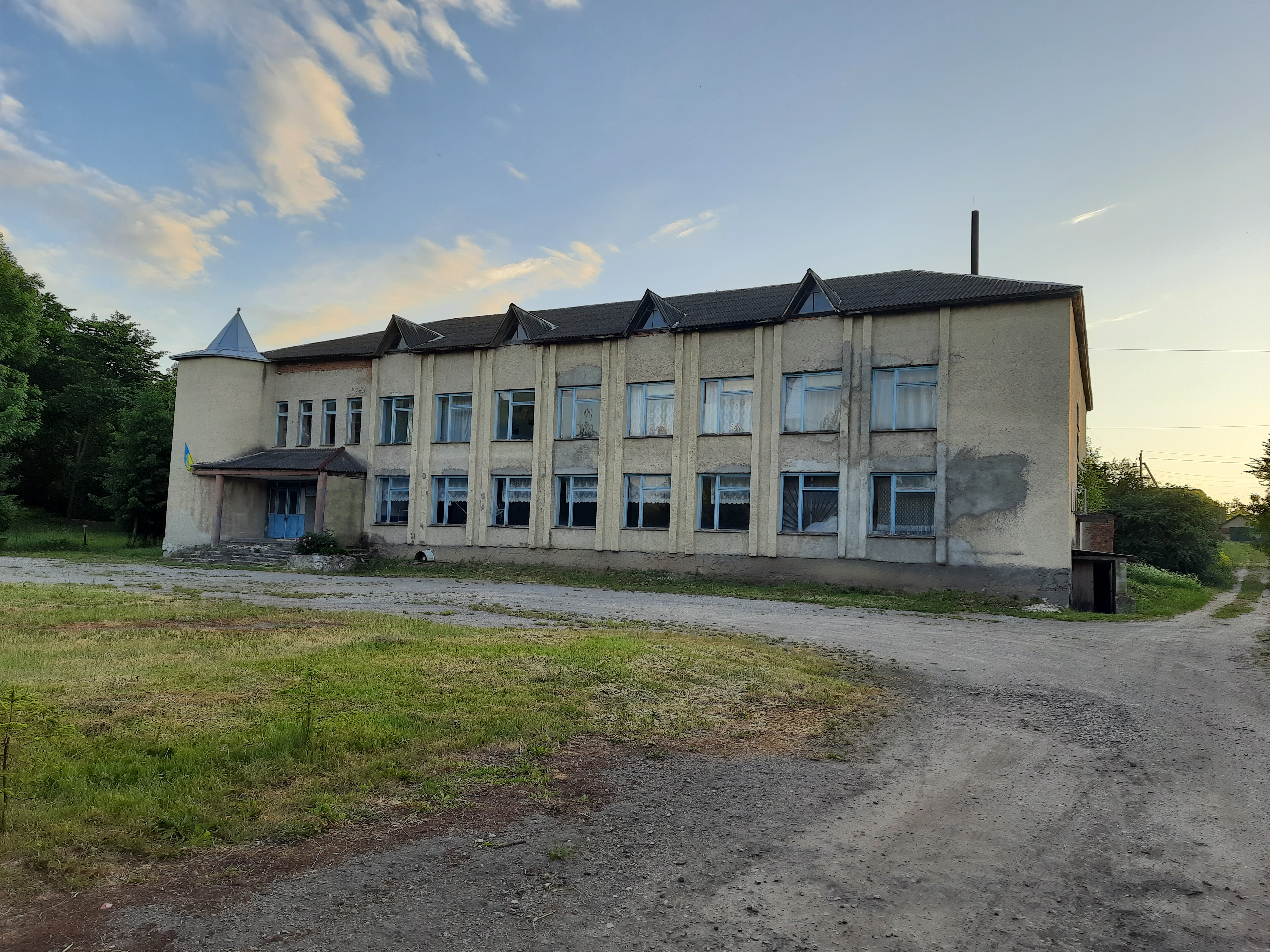
Будинок культури

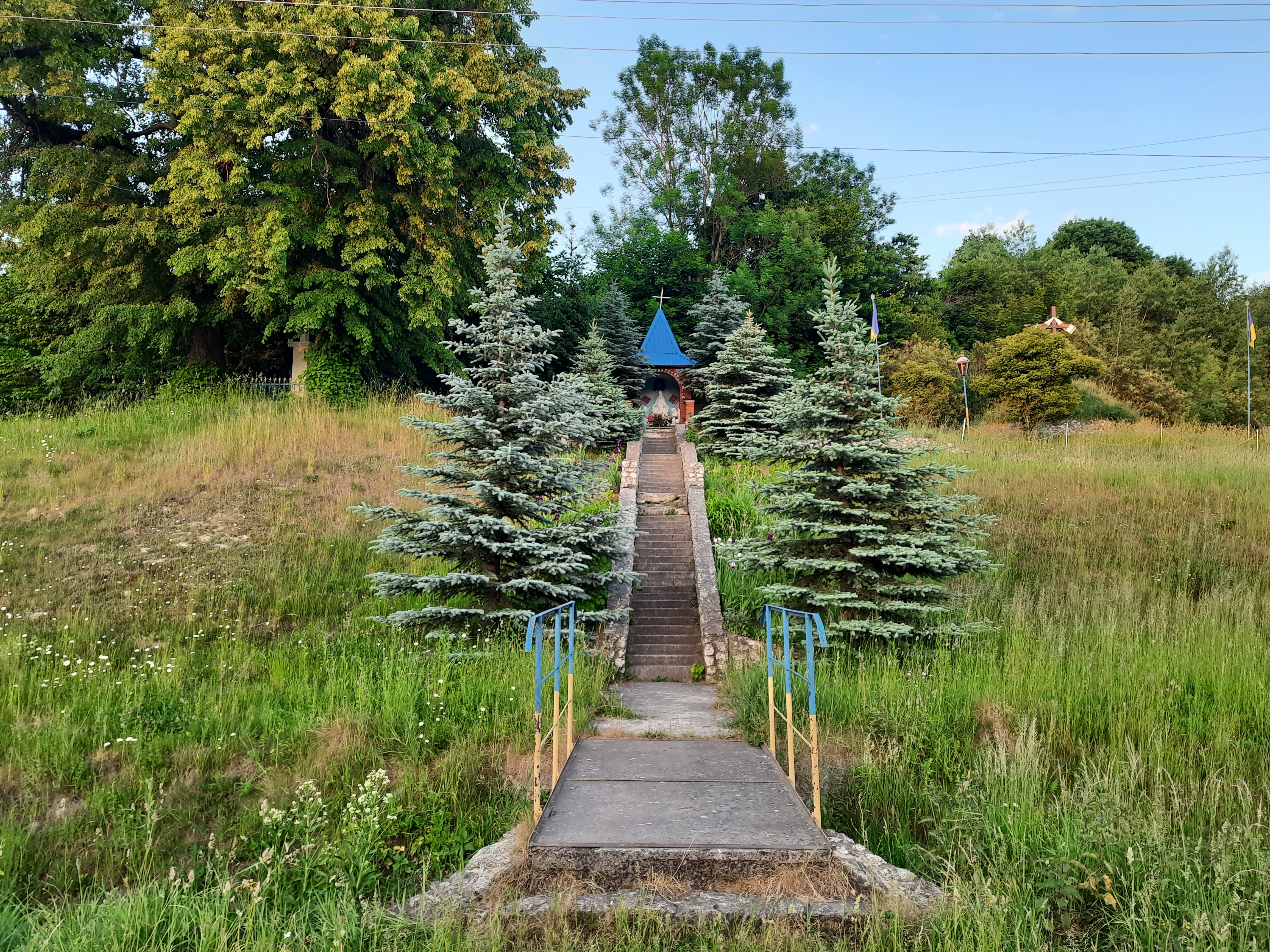
Капличка

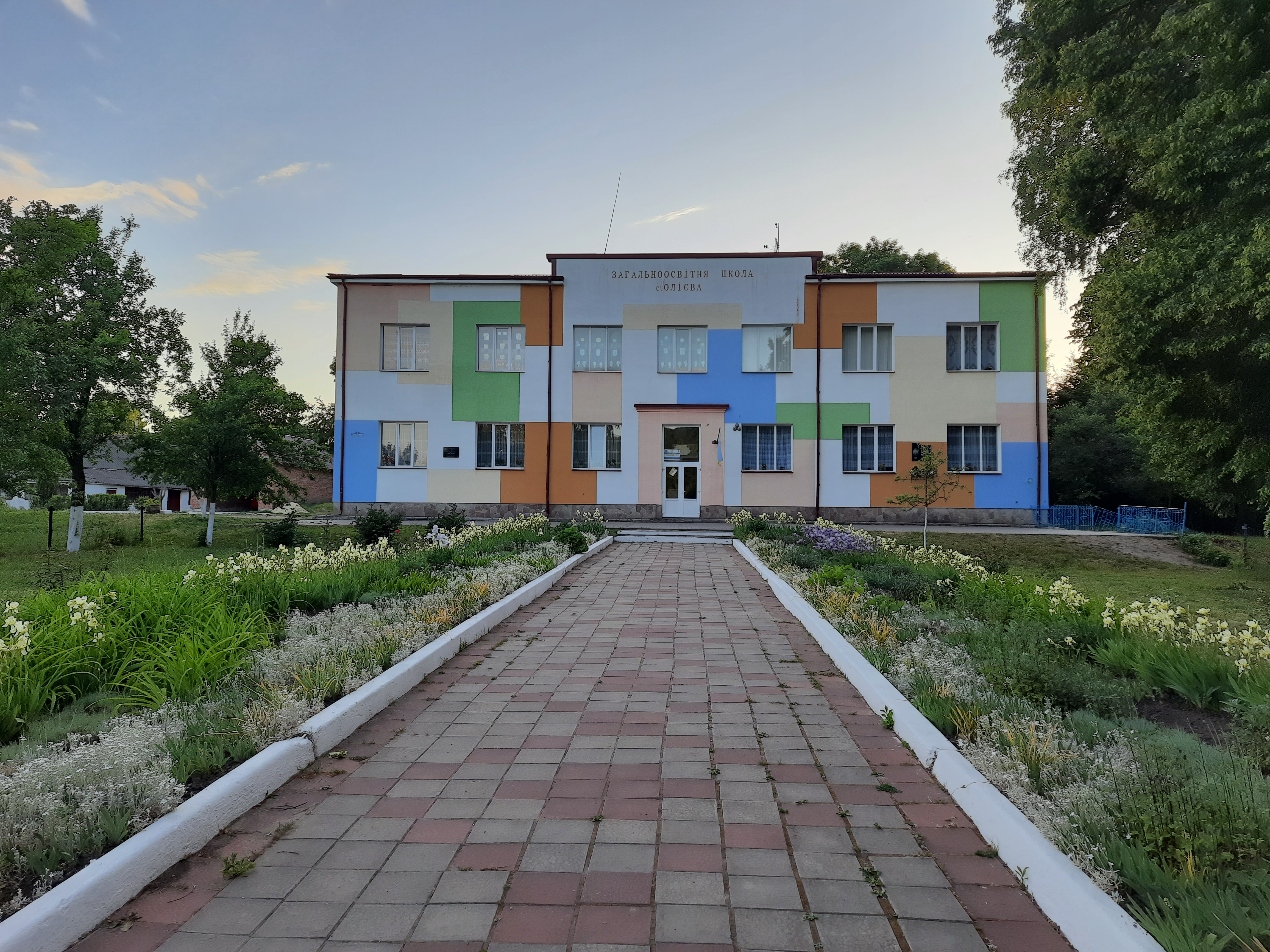
Школа

Олі́їв — село в Україні, у Зборівській міській громаді Тернопільського району Тернопільської області. Розташоване на річці Лопушанка. 
Через село проходить автодорога Т 2013. Село знаходиться за 14 км від Зборова та за 50 км від Тернополя.

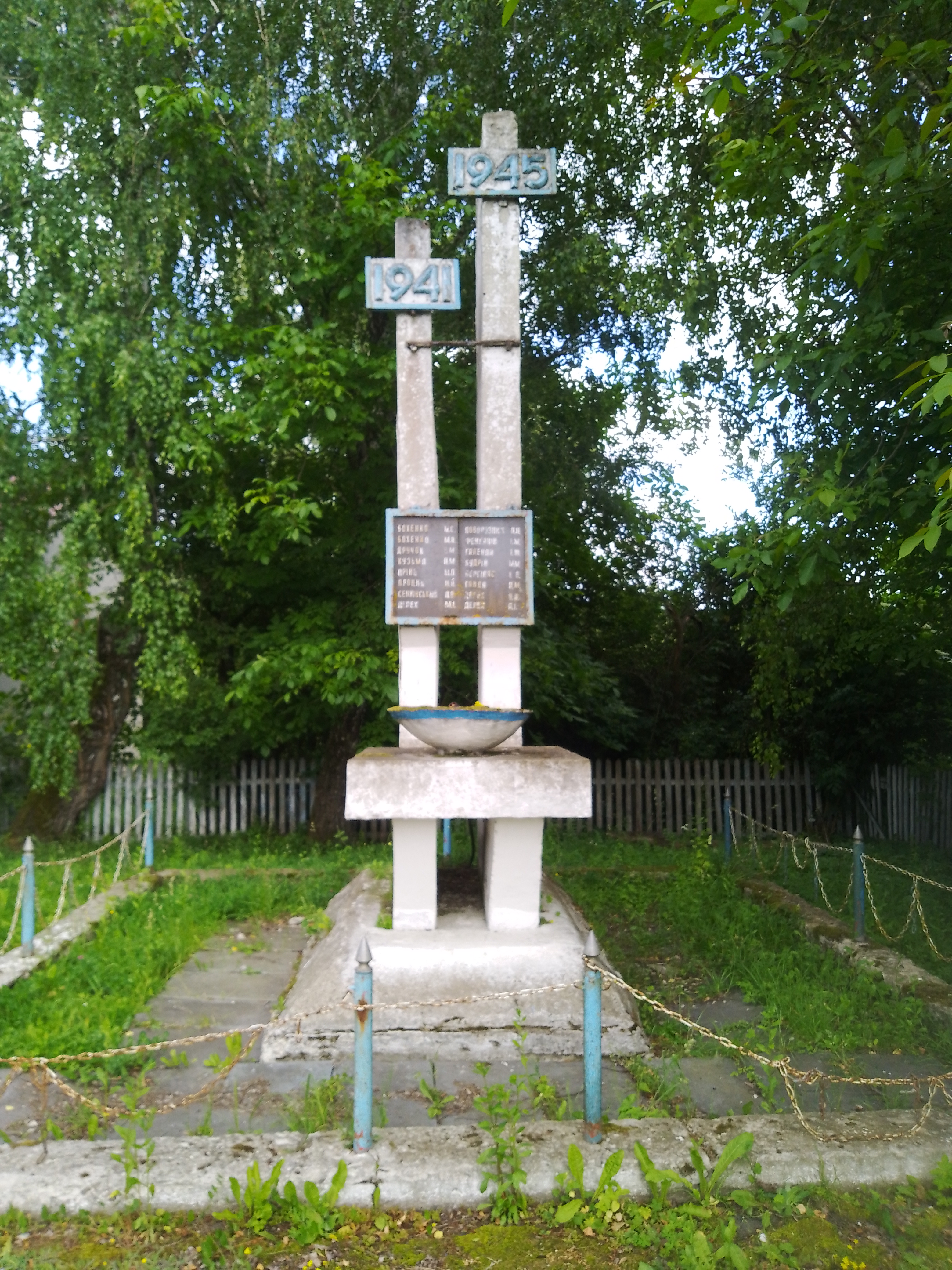
Пам'ятник воїнам-односельцям, полеглим у німецько-радянській війні, в с. Оліїв

## Населення

### Мова
Розподіл населення за рідною мовою за даними перепису 2001 року:
| Мова       | Кількість | Відсоток |
| ---------- | --------- | -------- |
| українська | 775       | 99.61%   |
| російська  | 3         | 0.39%    |
| Усього     | 778       | 100%     |

## Історія
Поблизу села виявлено археологічні пам'ятки давньоруської культури.
Перша писемна згадка — 1532, коли Станіслав Сєнєнський продав феодалу Андрію Гурці місто Золочів із селами серед яких був згаданий Оліїв. Феодал Гурка був змушений звільнити мешканців від податків на 14 років, щоб вони могли відбудувати свої садиби, знищені частими війнами та набігами татарів і турків. Володіння Гурків успадкувала родина Чарнковських, у якої село придбав Люблінський воєвода Марек Собєський. З цього часу, протягом п’яти поколінь, господарями Олієва були родина Собєських. У середині 18 століття старостою Олієва був Стефан Блендовський, а у 1780-х роках  Мацей Старєняський. У 1855 році онук останнього, Міхал, був записаний власником, і того ж року він продав своє маєток графу Казиміру Водзіцькому. Майно залишалося в руках родини Водзіцьких до початку другої світової війни. Наприкінці XIX століття громада Олієва мала власну печатку з гербом: у полі печатки — поставлені вертикально граблі, які перехрещує серп. На початку XX століття у селі діяли «Просвіта», «Братство тверезості» та інші українські товариства. 
Військовий злочин стався 22 липня 1919 року в Олієві, польські жовніри вбили трьох поранених полонених Української Галицької Армії.
Перед Радянським вторгнення до Польщі в селі мешкало близько двох тисяч мешканців із змішаним польсько-українським населенням.
У 1944 році через село пройшов більшовицький терор, відомо про двох вбитих неповнолітніх під час облави військами НКВС, також відомо про постраждалих поляків.
1946 пошукові загони НКВС захопили криївки які були на території села, відбувся бій між підпільниками та більшовицькими окупантами, у ході якого застрелились троє оточених підпільників.
Перепис 1989 року зафіксував у селі 918 мешканців. За даними всеукраїнського перепису населення 2001, в селі мешкало 778 осіб. Мовний склад був таким:
На 1 січня 2017 року населення становило 682 особи.
10 лютого 2021 року поблизу села було знайдено винищувач Bell P-39 Airacobra часів Другої Світової Війни отриманий СРСР по лендлізу від США. Роботи проводили учасники Громадської організації «Пошук літаків в Україні». У цьому районі 14-17 липня 1944 року під час Сандомирсько-Сілезької операції були повітряні бої, літаків цієї моделі збили близько десяти.
12 червня 2020 року, відповідно до розпорядження Кабінету Міністрів України № 724-р «Про визначення адміністративних центрів та затвердження територій територіальних громад Тернопільської області» увійшло до складу Зборівської міської громади.
19 липня 2020 року, в результаті адміністративно-територіальної реформи та ліквідації Зборівського району, село увійшло до складу Тернопільського району.
30 листопада 2022 року на старому католицькому кладовищі села перепоховали 2 тис. римо-католиків зі Стрийського цвинтаря у Львові, на місці якого в радянські часи звели Музей історії військ Прикарпатського військового округу.
30 травня 2023 року до Олієва перенесли ще 600 поховань зі Стрийського цвинтаря у Львові.

## Церкви і пам'ятники

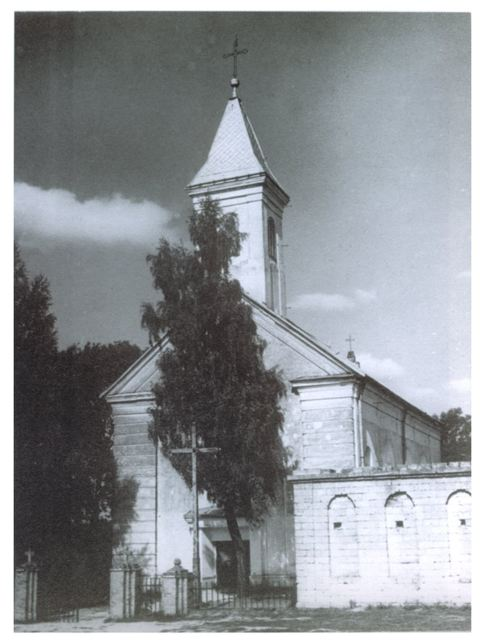
Костел Архангела Михаїла в Олієві, 1939

Кам’яна церква Святого Миколая побудована в 1870 році. Церква має класичну тридільну форму, хоч і не яскраво виражену. Чітко можна виділити бабинець, наву, та вівтар. Вінчає церкву одноверхий купол. Церква належить греко-католицькій громаді села. В роки Другої світової війни, до 1944 року, в церкві розміщувався німецький військовий госпіталь. Під стінами храму було поховано 25 німецьких вояків, які померли від отриманих ран. Знайдені останки перепоховали на спеціальному німецькому цвинтарі у селі Потелич, Жовківського району Львівщини.
Дерев'яна церква Святого Іллі побудована у XVII столітті. Знаходиться вона в глибині села на горі поблизу сільського цвинтаря. Спершу була побудована з дерева однак потім церква була обмурована каменем. Має скромні розміри, та незвичну форму. Купол церкви одноверхий.
Був костел 1848 року побудови який не зберігся. На місці, де височів костел, зараз є хрест.
1985 року було споруджено пам'ятник воїнам-односельцям, полеглим у німецько-радянській війні.
У 1991 році було відновлено встановлений у 1848 пам'ятний хрест на честь скасування панщини і споруджено знак на місці загибелі трьох вояків УПА у 1946 році і насипана символічна могила УСС.
У 2018 році було встановлено меморіальну дошку героям ОУН-УПА Павлу Робаку та Петру Чіпу.
Скульптура Матері Божої
Щойновиявлена пам'ятка монументального мистецтва. Розташована біля церкви.
Робота масового виробництва, виготовлена із каменю.
Скульптура — 1,5 м, постамент — 1,6х0,8х0,8 м, площа — 0,0016 га.

## Інфраструктура
Працюють ЗОШ 1-3 ступенів, Будинок культури, бібліотека, амбулаторія, відділення зв'язку, аптека, цегельний завод, 2 торговельні заклади; діє музична школа. У лютому 2018 року було проведено капітальний ремонт загальноосвітньої школи. 
У селі розташована ботанічна пам'ятка природи «Оліївські липи».

## Відомі люди

### Народилися
- Казимир Антоній Водзіцький — польський орнітолог, зоолог, дипломат;[16]
- Володимир Здоровега — український вчений, журналіст;
- Й. Здоровега — громадський діяч;
- Н. Кармазин — художник;
- О. Костів — літераторка, педагог;
- Б. Скоробагатий — журналіст;
- Я. Скоробогатий — вчений-хімік;

### Проживали
Казимир Станіслав Міхал Водзіцький  – польський політичний діяч, орнітолог і письменник.

### Навчалися
Приймак Василь Ярославович (1983—2015) — старший солдат Збройних сил України, учасник російсько-української війни.
Душпастирювали релігійний діяч І. Жуковський, письменник, фольклорист А. Сосенко, перебували письменник С. Скляренко, лікар С. Спіталь.